# Делорм, Филибер
Филибе́р Дело́рм (фр. Philibert Delorme или De l’Orme, de l’Orme; 3-9 июня 1514, Лион — 8 января 1570, Париж) — архитектор эпохи Французского Ренессанса. С 1549 года носил титул аббата Сен-Серж д’Анже. Участвовал в строительстве многих ренессансных дворцов и замков, однако большинство возведённых им зданий впоследствии было перестроено и известно главным образом по гравюрам Жака Андруэ Дюсерсо. Делорм имеет репутацию теоретика архитектуры.

## Биография

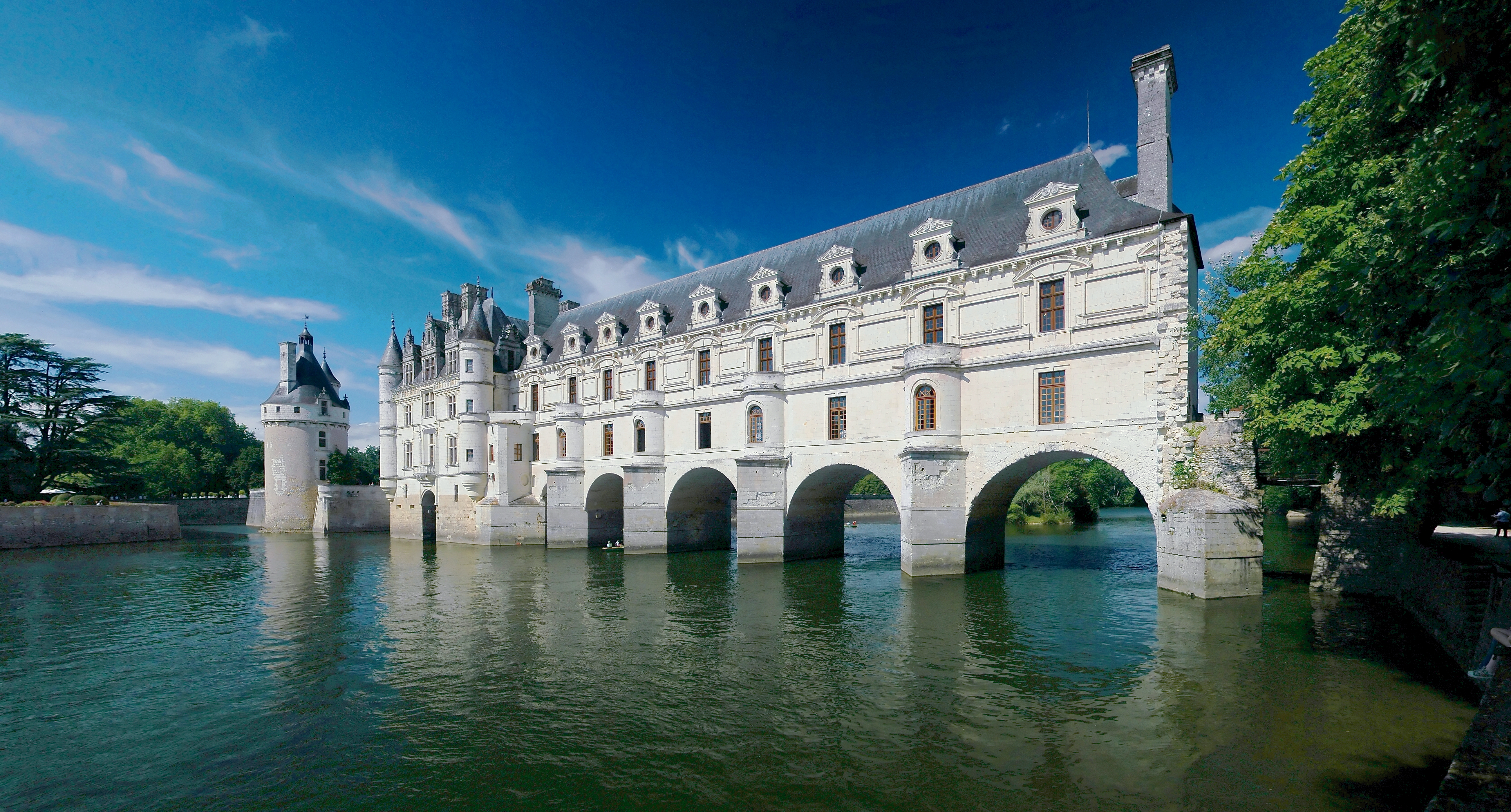
Замок Шенонсо

Отцом Филибера был Жан де Л’Орм, мастер-каменщик и предприниматель, который в 1530-х годах нанял триста рабочих и руководил строительством престижных особняков в Лионе. Когда Филиберу было девятнадцать, он уехал из Лиона в Италию, где оставался в течение трёх лет, работая над строительными проектами для папы Павла III. В Риме он был представлен кардиналу Жану дю Белле, послу французского короля Франциска I в Ватикане, который стал его покровителем и основным заказчиком. В 1536 году Делорм вернулся в Лион. Примерно в 1540 году он переехал в Париж и вскоре занялся королевскими проектами. Между 1541 и 1544 годами он возвёл по заказу кардинала замок Сен-Мор-де-Фоссе (не сохранился) — первое во Франции ренессансное сооружение, в котором были переосмыслены национальные строительные традиции. План сооружения показал влияние архитектуры итальянских вилл; и, как и итальянские постройки, он был украшен фресками.
В 1547 году Филибер Делорм стал архитектором дофина (будущего короля Генриха II Валуа), который поручил Делорму вести строительство для своей метрессы Дианы де Пуатье. 3 апреля 1548 года Филибер Делорм через своего брата Жана Делорма, генерального контролёра «французских построек» (Bâtiments de France), получил должность смотрителя королевских построек (surintendant des bâtiments du roi). В течение одиннадцати лет он руководил всеми архитектурными проектами короля, за исключением изменений в Лувре, которые планировал другой королевский архитектор: Пьер Леско.
Делорму удавалось получать доход от нескольких аббатств. Среди них аббатство Сен-Серж д’Анже, титул аббата которого он носил в последние годы своей жизни.
К этому периоду относятся его шедевр — замок Ане (1552—1559), построенный для Дианы де Пуатье, планы которого сохранились в сборнике гравированных проектов «Самые прекрасные постройки Франции» (Plus excellens bastimes de France) Жака Андруэ Дюсерсо. Портик замка после того, как его большая часть была снесена в позднейшее время, перенесён в Париж, во дворик Школы изящных искусств, чтобы демонстрировать студентам произведения архитектуры французского Ренессанса. Портик пристроен к передней стене капеллы c правой стороны двора и виден с улицы Бонапарт.
Среди других построек Шато-де-Шенонсо в долине реки Луары. По королевским заказам архитектор создал гробницу Франциска I в аббатстве Сен-Дени (1547), достроил дворец в Фонтенбло (1548—1559) и спроектировал «Новый замок» в Сен-Жермен-ан-Ле. Кроме того Делорм стал автором проекта замка Серран.
В 1564 году Екатерина Медичи поручила ему строительство дворца Тюильри, который также не сохранился, но проекты архитектора зафиксированы в гравюрах Андруэ Дюсерсо. Смерть короля Генриха II 10 июля 1559 года внезапно оставила Делорма без покровителя и отдала на милость соперничающих архитекторов, недовольных его предыдущими успехами. Во время строительства замка Фонтенбло ему приходилось конкурировать с Франческо Приматиччо, Никколо дель Аббате и другими итальянскими художниками.
В 1559 году Делорм был уволен со своих официальных должностей и его место занял Франческо Приматиччо. Тщеславие и притязания Делорма, возможно, и его неуживчивый характер, вызывали у других придворных художников сильную неприязнь, в том числе критическое к нему отношение придворного поэта Пьера де Ронсара, учёного и мастера-керамиста Бернара Палисси. Дабы отстранить его от придворных заказов, Делорма даже обвинили в растрате казённых средств.
Филибер Делорм совершил ещё одну поездку в Рим, чтобы осмотреть новые работы Микеланджело, а затем посвятил себя созданию теоретических трактатов. В 1565 году он написал первый том труда по теории архитектуры, носивший историко-философский характер. Он был опубликован в 1567 году, а после смерти автора, в 1576, 1626 и 1648 годах, последовали новые издания. Делорм также написал «Полный трактат о строительном искусстве» (Traité complet de l’art de bâtir) и «Новые рекомендации для добротного и недорогого строительства» (Nouvelles inventions pour bien bâtir et à petits frais, 1561).
Во второй половине XVII века, в период «большого стиля» Людовика XIV, репутация построек Делорма значительно пострадала. Парадная лестница, которую он построил во дворце Тюильри, была снесена в 1664 году, как и замок Сен-Леже в 1668 году, чтобы освободить место для новых построек. В 1683 году Франсуа Блондель, директор Королевской Академии архитектуры, критиковал Делорма за «злодейские готические украшения» и «мелкие манеры». Тем не менее две основные теоретические работы Делорма по проектированию и строительству долгое время продолжали оставаться важными академическими учебниками.
При Карле IX и королеве-матери Екатерине Медичи Филибер Делорм снова снискал королевские милости. Он работал над расширением замка Сен-Мор (1563) и вместе с Жаном Бюлланом над пристройками к дворцу Тюильри (1564). Он умер в Париже в 1570 году, когда этот проект находился в стадии реализации.

## Творчество
Подобно наследию архитектора Франсуа Мансара, о постройках Делорма в наше время приходится судить главным образом по гравюрам. Подавляющее большинство его работ не сохранилось. Тем не менее Филибер Делорм, наряду с Пьером Леско и Жаном Гужоном, справедливо считается основоположником «стиля Генриха II» — начала классицизма — важнейшего этапа в истории французской архитектуры.
Делорм первым в истории французской ренессансной архитектуры попытался соединить традиционные готические элементы: высокие кровли, стрельчатые арки, фигурные капители, нервюрные своды с ордерными элементами, почерпнутыми им в итальянской архитектуре, создав так называемый «французский ордер». Он использовал «французскую колонну», деревянные фермы («арки Делорма») и килевидные кровли. Он также прославился как изобретатель около 1550 года техники строительства кариновых (вогнутых) крыш, также известной как каркас из «малого дерева», широко используемой в нескольких французских регионах, например, в Лозере, на юге Франции.
Репутация Делорма снова выросла в XVIII веке благодаря трудам А.-Ж. Дезалье д’Аржанвиля, который в 1787 году писал, что он «отказался от готического покрытия, чтобы исправить французскую архитектуру в стиле Древней Греции». Д’Аржанвиль опубликовал первую биографию и каталог произведений Делорма. Другие биографии были написаны в XIX и XX веках историками искусства, включая Х. Клузо и Энтони Бланта.
Делорм был первым, кто получил в эпоху Возрождения титул «Королевского архитектора», что означало переход архитектора из положения мастера-строителя в положение придворного художника. Одним из важных достижений Делорма было реформирование методов профессионального обучения архитекторов. Он настаивал на том, что будущим специалистам необходим не только практический опыт, но и теоретическое образование в области истории классической архитектуры, а также в геометрии, астрономии и сфере естественных наук. Он сам изучал греческий и латинский языки. Порвав с традициями средневековых мастеров-строителей, Делорм воплотил в себе образ архитектора эпохи Возрождения, носителя учёной гуманистической культуры.

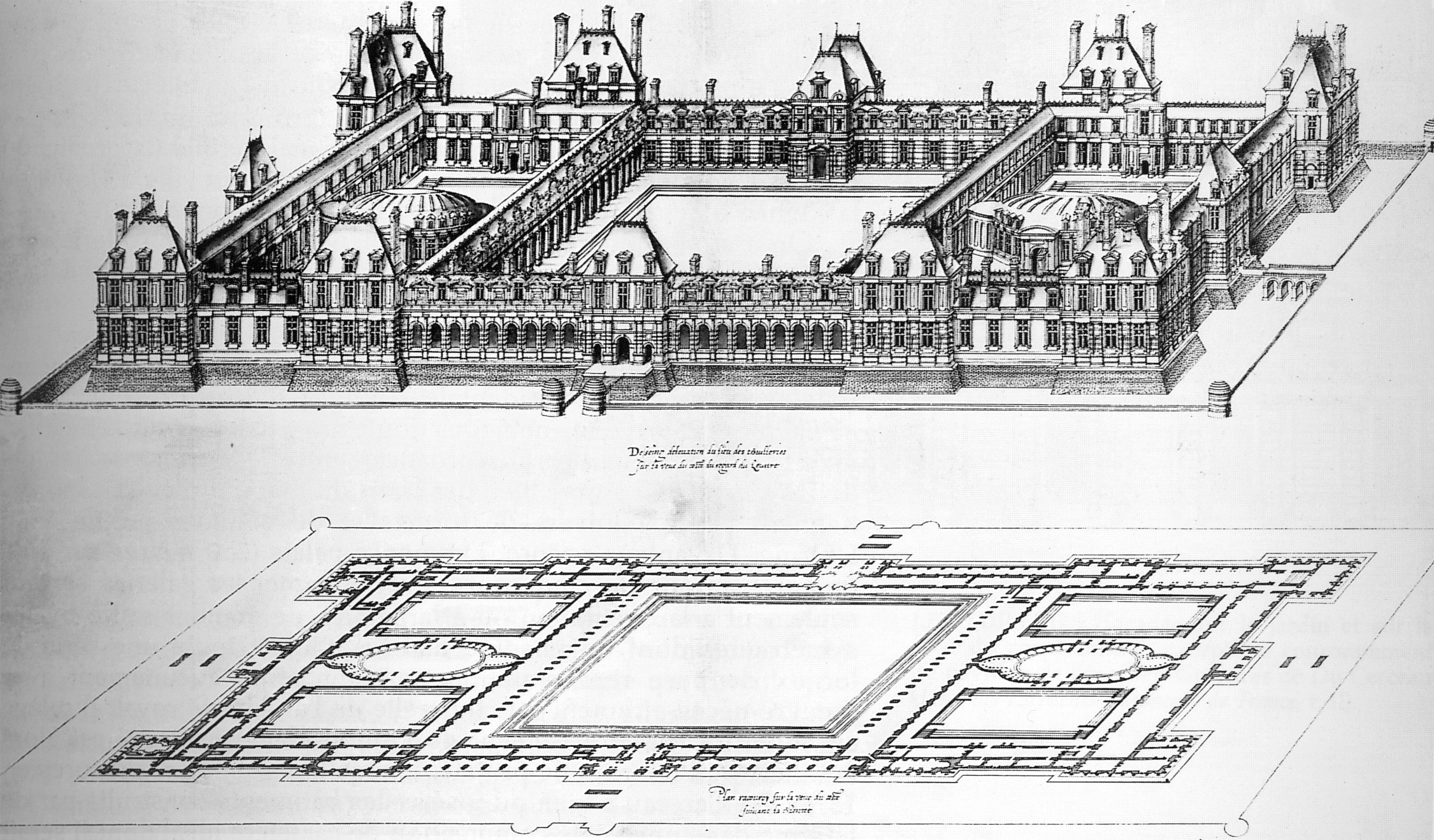
Дворец Екатерины Медичи «Тюильри» в Париже. Изометрия. Офорт Ж.-А. Дюсерсо. Ок. 1579 г.
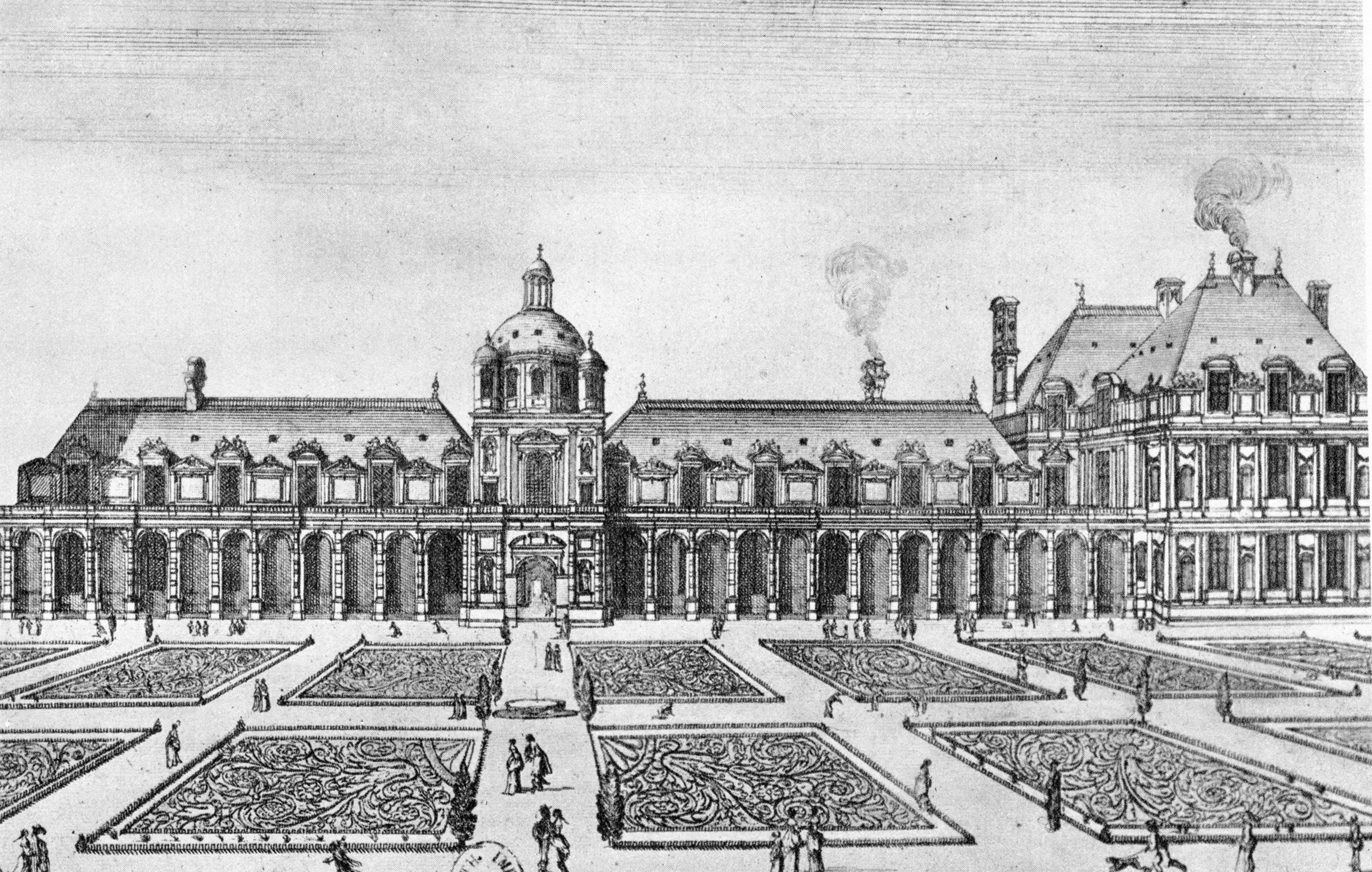
Дворец Екатерины Медичи «Тюильри». Проект 1564 г. Офорт Стефано делла Белла. Ок. 1650 г. Деталь
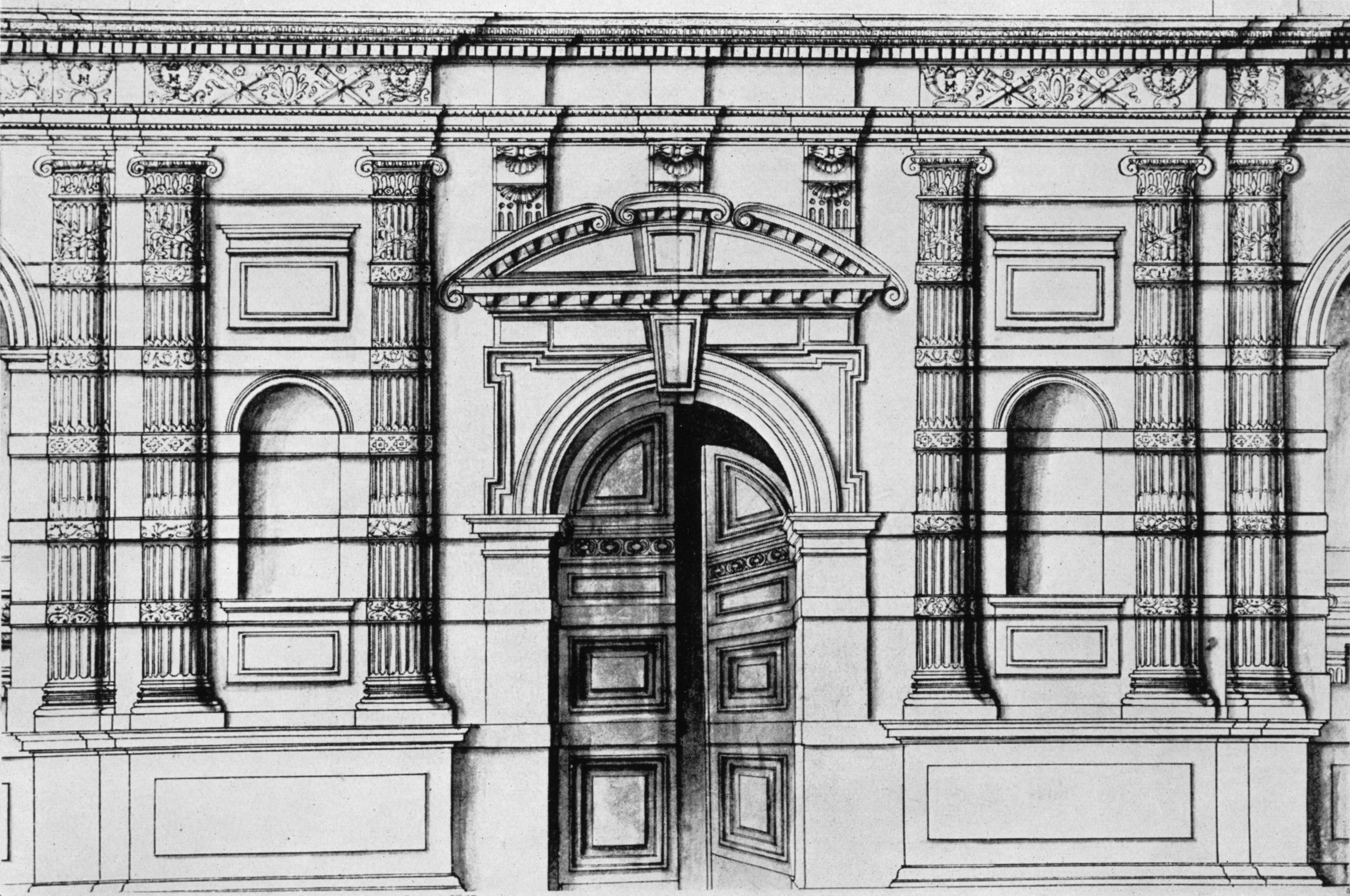
Портал западного фасада дворца Тюильри. Офорт Ж.-А. Дюсерсо. Ок. 1579 г.
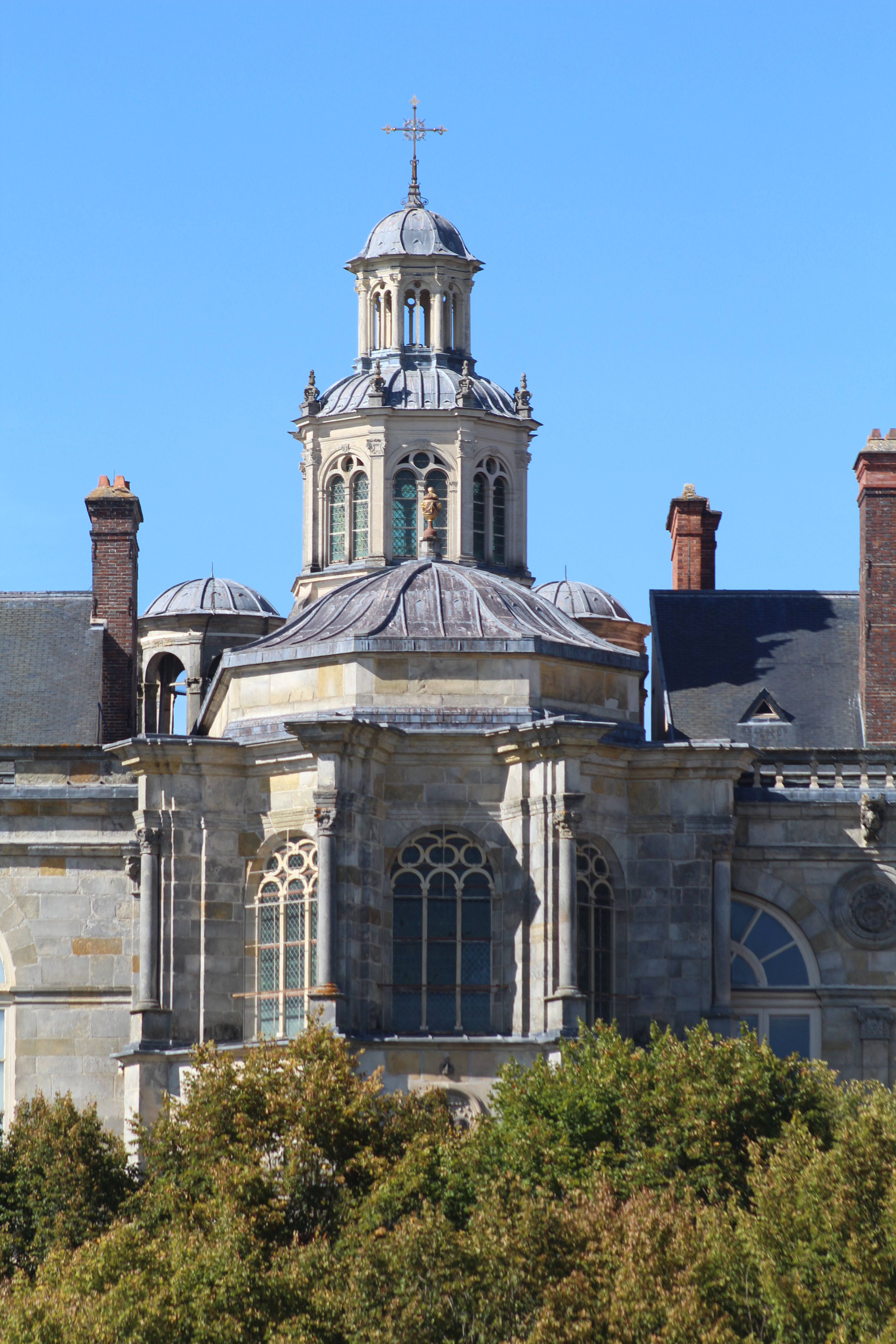
Капелла Сен-Сатурнен замка Фонтенбло. 1548—1559
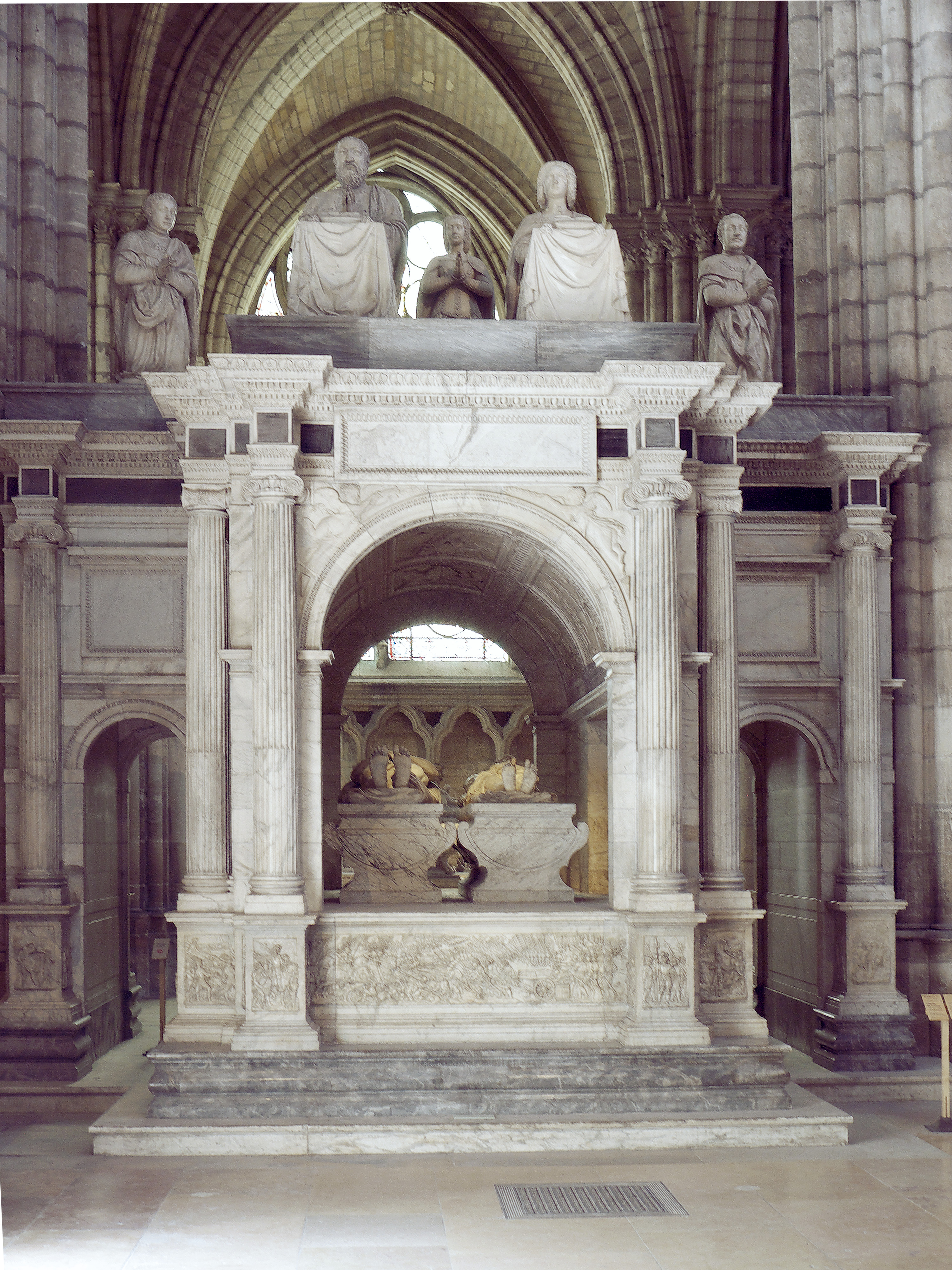
Надгробие Франциска I и Клод Французской. Скульптор Пьер Бонтан. 1558. Базилика Сен-Дени
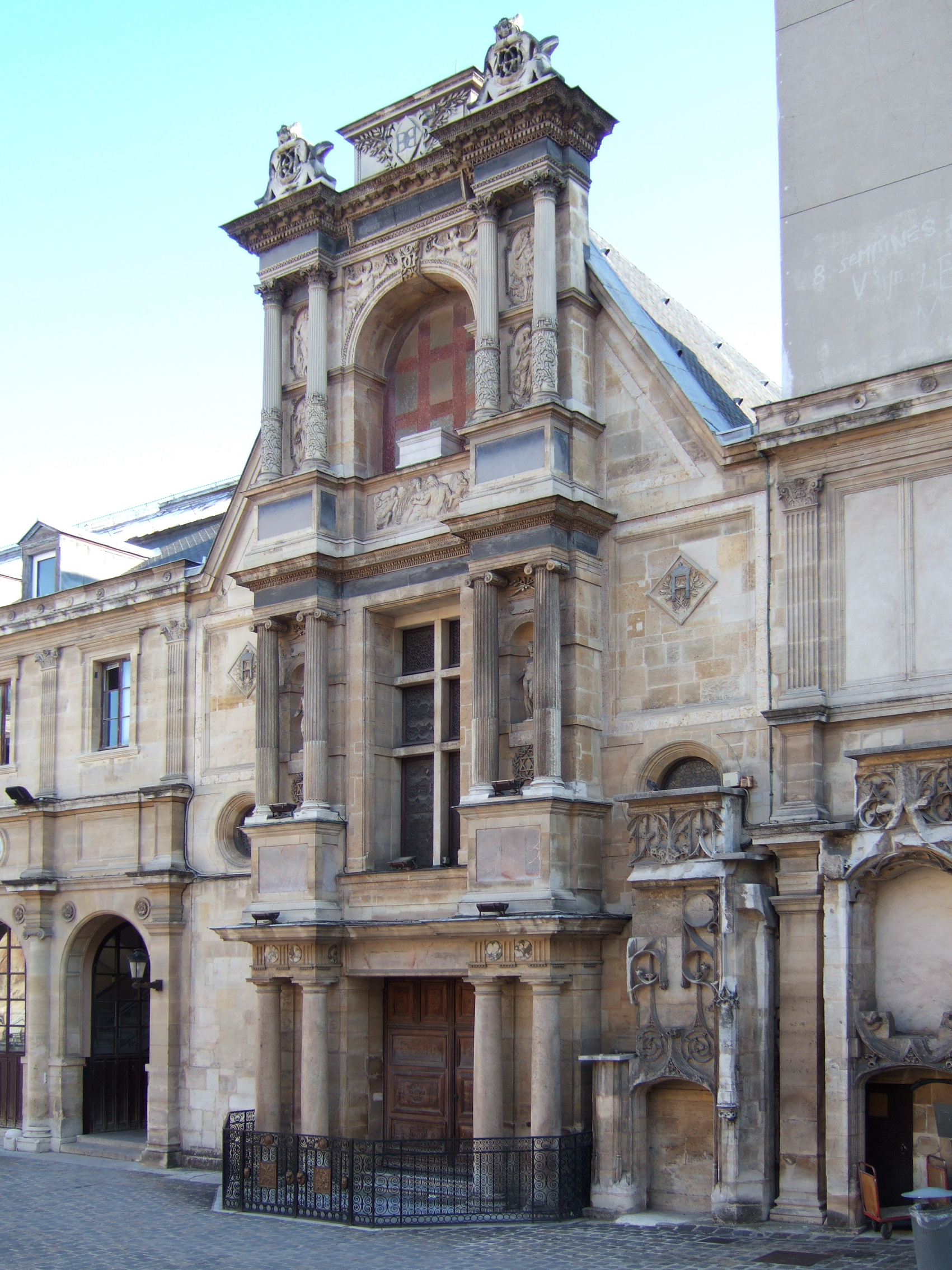
Портик замка Ане во дворике Школы изящных искусств в Париже. 1552–1559
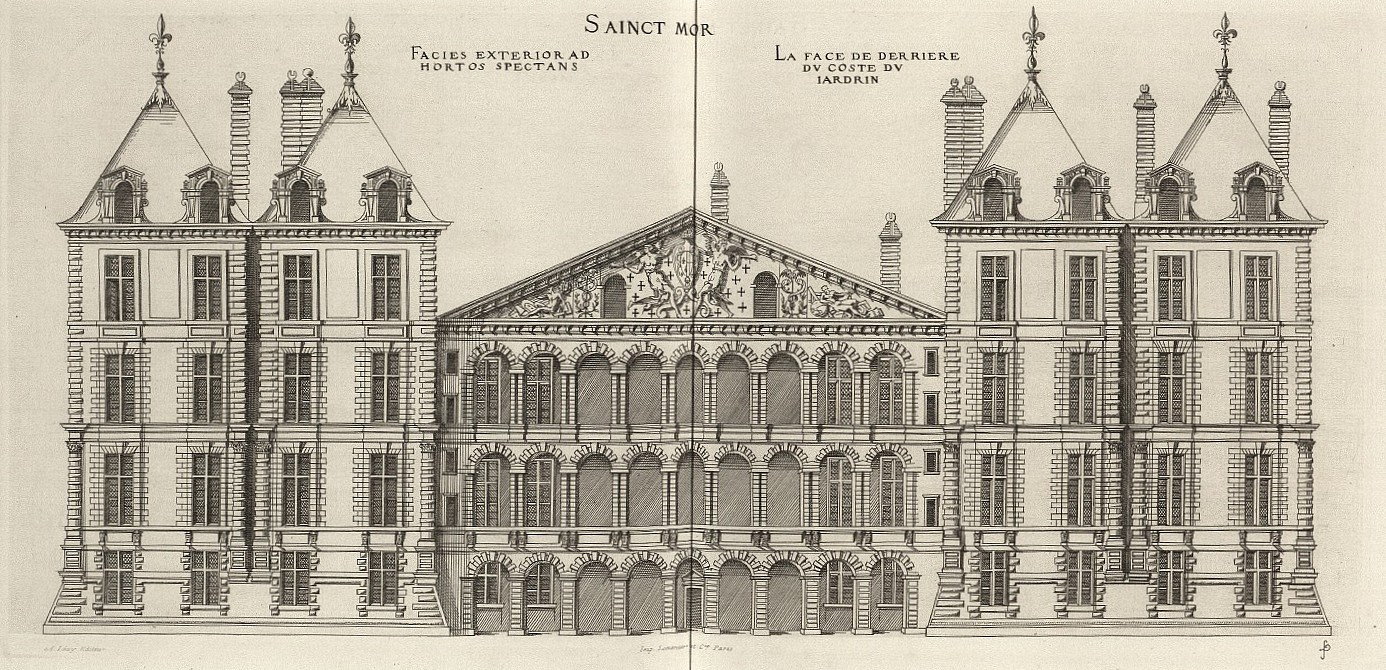
Проект замка Сен-Мор. Садовый фасад. 1563. Офорт Ж.-А. Дюсерсо. 1579